# حديدية

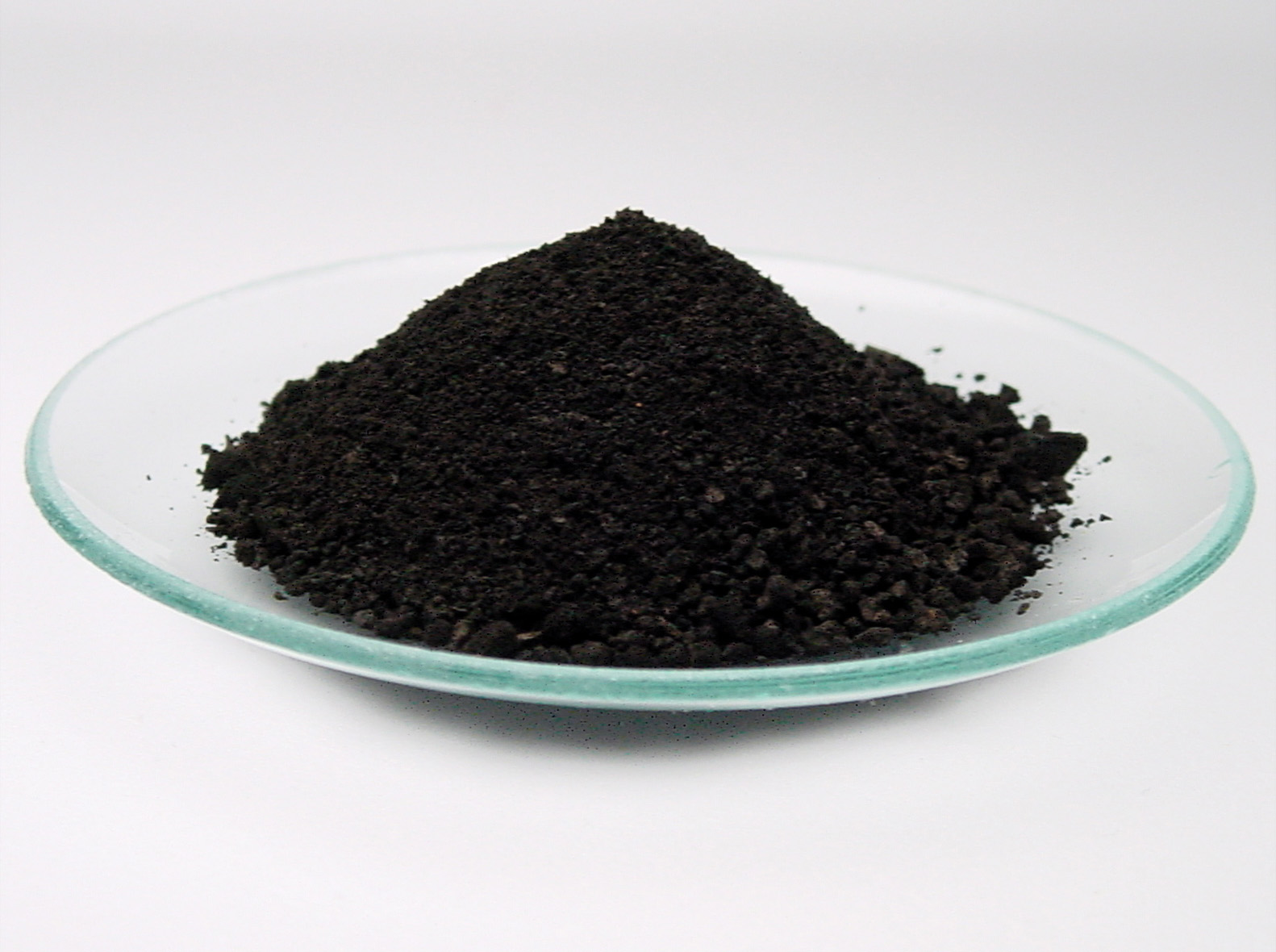
يسمى أكسيد الحديد بشكل أكثر صحةً أكسيد الحديد الثنائي.

في الكيمياء، يًشير مُصطلح الحديدية (بالإنجليزية: Ferrous)، إلى صفة لمركب يحتوي على الحديد بقيمة +2 في حالة الأكسدة. تم استبدال هذا الاستخدام إلى حد كبير بتسميات الاتحاد الدولي للكيمياء البحتة والتطبيقي، والتي تدعو إلى حالة الأكسدة التي تشير إليها الأرقام الرومانية بين قوسين، مثل أكسيد الحديد (II) لأكسيد الحديد (FeO)، وأكسيد الحديد (III) لأكسيد الحديد (Fe 2) O 3).
خارج نطاق الكيمياء، تعني كلمة «حديدية» بشكل عام «أي شيء يحتوي على الحديد». الكلمة بالإنجليزية مشتقة من الكلمة اللاتينية ferrum (التي تعني «حديد»). تشتمل المعادن الحديدية على الصلب والحديد الصب (محتوى كربوني بنسبة قليلة) وسبائك الحديد مع معادن أخرى (مثل الفولاذ المقاوم للصدأ). يتم استخدام «لا حديدية» لوصف المعادن والسبائك التي لا تحتوي على كمية ملحوظة من الحديد.